# Kim A-lang
Kim A-lang, född 22 augusti 1995, är en sydkoreansk skridskoåkare som tävlar i short track. Hon ingick i det sydkoreanska lag som vann guld på 3 000 meter stafett vid olympiska vinterspelen 2014 i Sotji.
Kim tog OS-guldmedalj i kortbaneåkningsstafetten i två på varandra följande OS, 2014 och 2018.